# Mieczysław Piechowski
Mieczysław Piechowski, według metryki urodzenia: Miecislaus von Piechowski (ur. 22 grudnia 1872 w Piechowicach koło Kościerzyny, zm. 28 października 1942 w obozie koncentracyjnym Stutthof) – dziennikarz polski i kaszubski.

## Młodość
Pochodził z kaszubskiej rodziny szlacheckiej herbu Leliwa osiadłej w Piechowicach od 1 kwietnia 1324 r. Urodził się na „wybudowaniu” (część wsi) Szablewo, gdzie jego ojciec Józef posiadał 127. hektarowe gospodarstwo. Matką była Albertyna Rybińska. Ochrzczony został w ówczesnym kościele parafialnym we Wielu.
W latach 1886–1890 Piechowski był uczniem Collegium Marianum – progimnazjum biskupiego w Pelplinie, które wychowało wielu gorących orędowników polskości. Po jego ukończeniu pracował w redakcjach wielu polskich czasopism na Pomorzu.
Był uzdolniony plastycznie. Miał łagodny charakter, znany był ze swojej bezinteresowności.

## Przebieg pracy zawodowej
- 1898–1914 – współpracownik „Gazety Grudziądzkiej” (z przerwami);
- 1903 – „Dziennik Grudziądzki”
- 1908 – redaktor odpowiedzialny dwóch zeszytów „Gryfa”;
- 1911 – red. odpowiedzialny „Kuriera Narodowego” (wydawany w Małym Tarpnie, obecnie część Grudziądza);
- 1912 i 1919 – red. odpowiedzialny „Głosu Lubawskiego” (Lubawa);
- 1912–1913 – „Kraj”;
- 1912–1913 – „Głos Ludu”;
- redagował również „Przyjaciela Dziatwy” – dodatek do „Gazety Grudziądzkiej” i „Dziennika Grudziadzkiego”;
- od 1920 – red. „Pomorzanina”;
- 1921–1922 – red. naczelny Dziennika Chojnickiego;
- od lutego 1922 – red. naczelny i odpowiedzialny Głosu Ludu (Czersk);
- 1925 – red. „Gazety Chojnickiej”;
- 1928–1930 – red. „Gazety Tucholskiej”;
- 1931 – red. „Głosu Drobnych Rolników i Osadników”.

## Członkostwo w organizacjach społecznych i partiach politycznych
- Od 1904 r. – członek Towarzystwa Ludowego w Grudziądzu.
- Od 1912 r. – członek Polsko-Katolickiej Partii Ludowej.
- Członek PSL Piast, a następnie Stronnictwa Ludowego.

## Represje pruskie i niemieckie
W okresie zaboru pruskiego był szykanowany przez władze i osoby prywatne procesami sądowymi, za rzekome przestępstwa prasowe, w tym np. opublikowanie w gazecie sprostowania w języku polskim, a nie niemieckim (luty 1907). Przed pruskimi sądami stawał łącznie 14 razy jako „redaktor odpowiedzialny” różnych czasopism. Skazywano go na kary finansowe i areszt, był z tego powodu nazywany „redaktorem odsiadującym” („sitzender Redakteur”).
W kwietniu 1919 r. został uwięziony przez władze niemieckie za działalność niepodległościową.
W czasie okupacji jako znany polski działacz został przymusowo skierowany przez władze do zamiatania ulic w Czersku (w 1939 r. miał 67 lat).
15 czerwca 1942 r. – został aresztowany w Czersku przez Gestapo w odwecie za wykolejenie transportu kolejowego Wehrmachtu na trasie Berlin-Królewiec przez żołnierzy ruchu oporu z Polskiej Armii Powstania. Najpierw uwięziono go w Starogardzie, a następnie osadzono w obozie koncentracyjnym Stutthof (nr obozowy 14377), gdzie 28 października 1942 r. został zakatowany przez strażnika po tym, jak odmówił wykonania jego polecenia.

## Rodzina
M. Piechowski 4 października 1925 poślubił w Nowym nad Wisłą Annę Kliczkowską (1884–1966), z którą miał córkę Jadwigę. Jadwiga miała syna Ryszarda Paczkowskiego i ma córkę Wiesławę ur. 04.12.1956 z domu Paczkowska, obecnie Roratowska, mieszka w Warszawie. Wiesława ma dwie córki: Małgorzatę i Katarzynę.